# Basen (powieść)
Powieść Tamaza Cziładze, pisarza gruzińskiego. Jest to panoramiczne spojrzenie na małe, nadmorskie miasto w Gruzji. Autor zastosował kilka zbliżeń psychologicznych: nauczycielka Zina, jej teść Niko i syn Dato, młody trębacz Beko, piosenkarka Lili, sławny pisarz – właściciel tytułowego basenu. Powieść psychologiczna, poruszane tematy uniwersalne. Koloryt lokalny przejawia się w nazwach miejsc geograficznych, imionach, w realiach życia. Książka refleksyjna, nastrój raczej smutny.
Centralną postacią jest Zina, piękna nauczycielka, synowa bogatego lekarza Niko. Zina przybyła z Tbilisi, jest matką samotnie wychowującą syna Dato, ponieważ mąż, Tejmuraz – początkowo aktor, potem sędzia – wyjechał i przez wiele lat nie dawał znaku życia. Zina nie miała rodziny, żyła więc na łasce teścia. Męczyła ją zależność od niego, jednak nie umiała zdecydować się na samodzielność. Zina była obiektem obsesyjnej miłości młodego Beko, który pracował jako muzyk – grał na trąbie w miejscowej restauracji. Beko zaprzyjaźnił się z małym Dato, najpierw w celu zbliżenia się do matki, później dla niego samego. Pewnego dnia, nie mówiąc nic nikomu, zabrał chłopca na cały dzień do Suchumi, dużego miasta w pobliżu. Nieszczęśliwym trafem zgubił chłopca. Nie wiedział, że Zina i Niko zgłosili na policji fakt kidnapingu, a potem, że jego znajomy Duchu znalazł malca i odwiózł bezpiecznie do domu. Beko nie mógł wrócić do miasteczka, gdzie czekali na niego rozwścieczeni mieszkańcy, za to Zinie wydarzenie to dodało sił. Wsiadała już do autobusu z Dato, aby wrócić do Tbilisi i tam zacząć nowe życie, gdy nagle pojawił się Tejmuraz. Jakby nigdy nic, wrócili razem do domu i znowu byli zwyczajnym małżeństwem.